# Anders Jonas Ångström
Pour les articles homonymes, voir Ångström (homonymie).
Anders Jonas Ångström (prononciation suédoise : [ˈânːdɛʂ ˈjûːnas ˈɔ̂ŋːstrœm]) (né le 13 août 1814, à Timrå, Västernorrland et mort le 21 juin 1874 à Uppsala, Uppland) est un astronome et physicien suédois. Il est l'un des fondateurs de la spectroscopie. Il doit sa notoriété pour avoir établi un catalogue des raies de Fraunhofer du Soleil dans lequel il mesure les longueurs d'onde avec une unité de longueur égale à 10−10 m, qui fut par la suite dénommée l'ångström.

## Biographie
Anders Jonas Ångström est né sur le domaine de l'aciérie de Lögdö, paroisse de Hässjö, commune de Timrå, dans la province historique de Medelpad. Il était le second fils de Johann Ångström, pasteur luthérien, et d'Anna Catharina Thunberg. Alors qu'Anders n'avait que quelques années, son père fut muté à Ullånger et, quelques années plus tard, à Sättna à proximité de Sundsval. Le pasteur n'avait qu'un très faible salaire et devait cultiver son jardin pour nourrir sa famille. Il fit cependant tout son possible pour que ses trois fils fassent des études supérieures. Anders alla au lycée de Härnösand. Il fit ses études supérieures de mathématiques et de physique à l'Université d'Uppsala à partir de 1833. Il obtint le titre de privat docent en physique en 1839 et devint aussitôt chargé de cours de physique à l'Université d'Uppsala alors que la chaire de physique était vacante. Son frère aîné, Johan, était médecin et botaniste. Son frère cadet, Carl Arendt, était ingénieur des mines.
Anders rejoignit l'Observatoire de Stockholm en 1842 pour acquérir la pratique de l'observation astronomique. L'année suivante, il fut nommé responsable de l'Observatoire d'Uppsala tout en continuant à enseigner la physique et l'astronomie à l'université d'Uppsala. En 1846-1847, il assuma la charge des cours d'astronomie pendant l'absence du professeur titulaire.

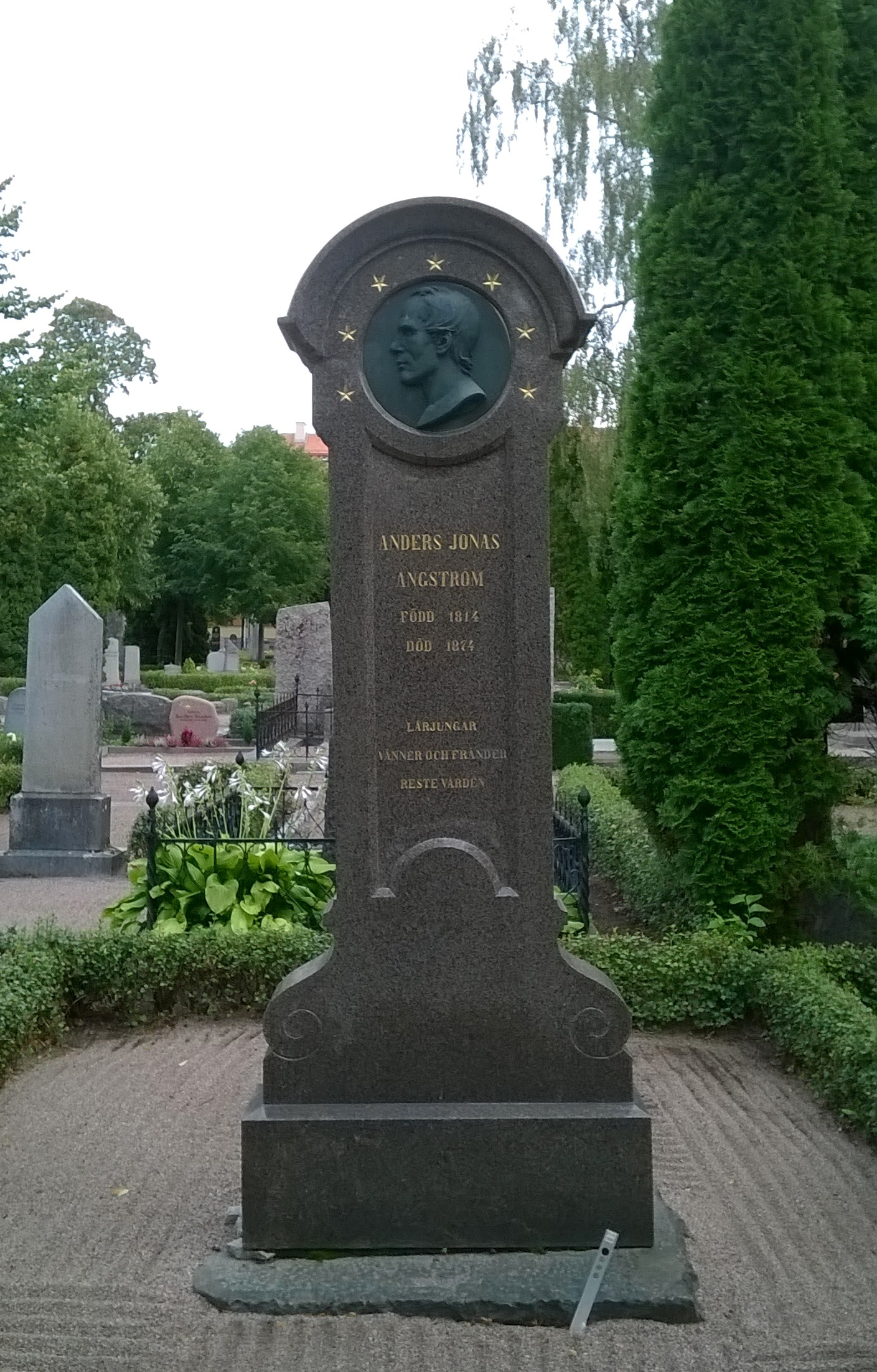
Tombe d'Anders Ångström au vieux cimetière d'Uppsala

En 1856, Anders Ångström a épousé Augusta Carolina Bédoire, issue d'une opulente famille de commerçants importateurs-exportateurs, banquiers et industriels, fondée dans la seconde moitié du XVIIe siècle par Jean Bédoire dit l'Ancien, huguenot né en Saintonge, établi importateur de vin français à Stockholm où il était, de plus, représentant de la Compagnie de Commerce du Nord fondée par Colbert en 1669. Anders et Augusta eurent un fils, Knut Johan, né le 12 janvier 1857, qui devint professeur de physique et chercheur à l'université d'Uppsala en 1891.
En 1858, après avoir fait fonction de professeur de physique pendant deux ans, Anders Ångström succéda à Adolph Ferdinand Svanberg à la chaire de physique de l'université d'Uppsala. Il obtenait donc enfin un poste stable à 44 ans. L'année suivante, les physiciens de l'université d'Uppsala emménagèrent dans un nouveau bâtiment, ce qui permit à Ångström d'introduire des travaux pratiques dans le cursus de la maîtrise de physique. Cependant, Ångström était plus un chercheur qu'un professeur. Il était assez réservé et pouvait même paraître inaccessible à certains étudiants.
Il a, pendant de nombreuses années, exercé la fonction de Secrétaire de l'Académie des sciences d'Uppsala à la satisfaction des sociétaires suédois et étrangers.
Anders Jonas Ångström est mort d'une méningite à Uppsala le 21 juin 1874 , à quelques semaines de son 60ème anniversaire et  6 mois après avoir été élu le 22 décembre 1873, membre correspondant de l'Académie des sciences de Paris.

## Travaux scientifiques

### Magnétisme terrestre

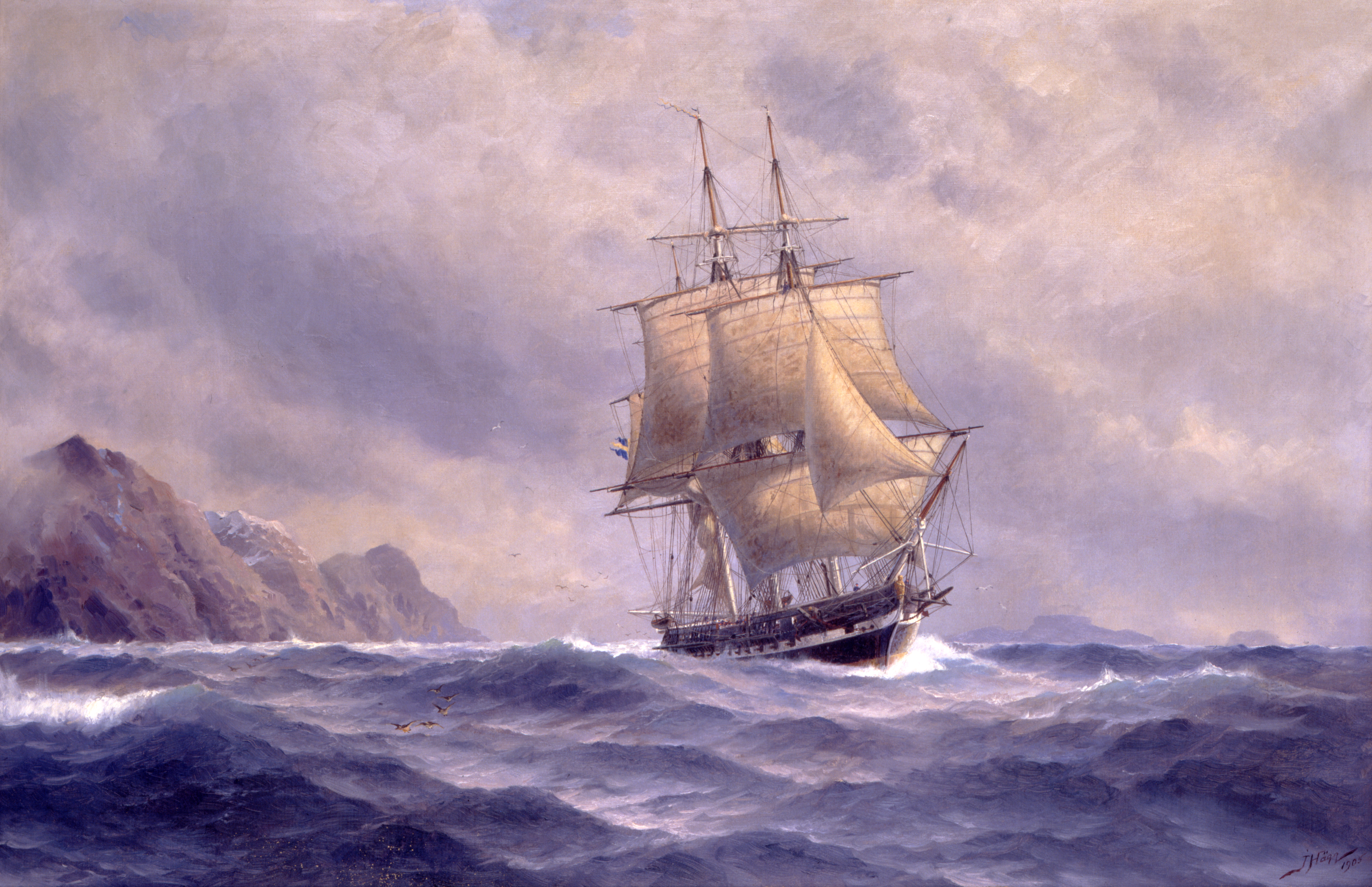
Peinture (en 1905) par Jacob Hägg de la frégate L'Eugénie
à la sortie du détroit de Magellan le 10 février 1852

L'étude du magnétisme terrestre faisait partie des compétences des astronomes. Ångström s'y est intéressé au début de sa carrière d'enseignant-chercheur. Il fit des relevés de l'intensité de champ magnétique en différents endroits de Suède. En 1843 et 1844, il se rend en France et en Allemagne où il rencontre le spécialiste du magnétisme terrestre Johann von Lamont. L'académie des sciences de Stockholm lui a aussi demandé de dépouiller les relevés de champ magnétique réalisés lors de l'expédition autour du monde, de 1851 à 1853, de la frégate L'Eugénie de la marine royale suédoise. Il ne viendra à bout de ce travail que peu de temps avant sa mort.

### Spectroscopie
A. J. Ångström a publié en 1853 un article en suédois intitulé Optiska Undersökningar (Recherches optiques) qui fut traduit et publié en anglais deux ans plus tard. Il établit les principes de l'analyse spectrale.
- Ångström s'interroge sur l'origine de la couleur des corps et corrige la théorie d'Euler, exposée dans sa Theoria Lucis et Caloris, selon laquelle la couleur d'un corps est due à la résonance entre l'onde lumineuse et les molécules de matière. Il affirme que « Le principe d'Euler explique, non pas la couleur que le corps manifeste, mais plutôt celle avec laquelle il ne peut pas s'accorder, parce que les oscillations internes du corps résultant de l'absorption ne sont pas accessibles à notre vue.[8] »
- Il distingue l'absorption et la diffusion de la lumière. Les deux phénomènes provoquent l'atténuation de la lumière mais le premier modifie le spectre tandis que le second le laisse intact. La partie de la lumière absorbée est transformée en chaleur ou provoque des réactions chimiques. La meilleure preuve que la lumière diffusée a les mêmes propriétés que la lumière incidente, c'est qu'on retrouve les mêmes raies de Fraunhofer dans le spectre des planètes que dans celui du Soleil.
- Il déduit de ces observations que « selon le principe fondamental d'Euler, un corps absorbe toute une série d'oscillations qu'il peut lui-même produire. Il en résulte qu'un corps chauffé pour devenir lumineux doit émettre les mêmes raies que celles qu'il absorbe à température ordinaire.[9] » Comme la démonstration de cette affirmation présente quelques difficultés relatives à la chaleur nécessaire pour atteindre les conditions d'émission, il choisit de reprendre l'étude des spectres de la lumière produite par un arc électrique, étude initiée par Charles Wollaston, Joseph von Fraunhofer, Charles Wheatstone et Antoine Masson[10]. Pour analyser la lumière, il utilise un prisme de verre flint.
- « J'ai trouvé que le spectre de l'arc électrique doit être considéré comme composé de deux spectres distincts; l'un qui appartient au gaz à travers lequel passe l'arc, et l'autre qui appartient au métal ou au corps qui forme les conducteurs.[9] » Il analyse d'une part les spectres des arcs produits dans l'air avec des électrodes composées de différents métaux et, d'autre part, les spectres produits par la décharge électrique dans différents gaz purs avec le même couple d'électrodes. Il enregistre les spectres de Pb, Sn, Zn, Cd, Cu, Bi, Fe, Hg, Au, Pt, Sb, Fe, PbS. Il note que, lorsqu'une électrode est composée d'un alliage, Sn/Pb ou Sn/Zn, on retrouve les spectres de chaque élément. « Ce résultat est intéressant pour la théorie. Il montre que les particules de chaque métal ne sont pas unies en un seul groupe mais que chacune forme un centre d'oscillation distinct.[11] »
- De même, lorsqu'il observe le spectre du dioxyde de carbone, il retrouve, inchangées, les raies de l'Oxygène, le Carbone donnant très peu de raies. Il examine le spectre de l'Hydrogène et détecte une raie rouge intense et deux autres raies brillantes, l'une à la limite du vert et du bleu et l'autre dans le bleu. Il ne détecte pas la quatrième raie dans le violet, peut-être à cause de l'absorption des courtes longueurs d'onde par le verre du prisme. Les raies les plus brillantes de l'Oxygène se situent dans le bleu et le violet, celles de l'Azote, dans le jaune et le vert.
- Il compare les spectres obtenus, qu'il appelle "électriques", avec le spectre de la lumière solaire. Il trouve une correspondance parfaite entre les raies d'émission (électriques) et les raies d'absorption (de Fraunhofer) du spectre solaire. Ce qui démontre l'identité des longueurs d'onde d'émission et d'absorption d'un même élément.
- Enfin il pose une question fondamentale : Pourquoi le spectre de la lumière des électrodes métalliques produite par un arc électrique est-il discontinu alors que le spectre de la lumière émise par un morceau de métal chauffé produit un spectre continu? « Pourquoi un fil de platine chauffé à blanc donne-t-il un spectre sans raies brillantes alors qu'un arc avec des électrodes en platine fournit un grand nombre de raies?[12] » La réponse à cette question sera fournie plus tard, d'une part par Max Planck qui résoudra le problème du spectre continu du corps noir et, d'autre part par Niels Bohr et la mécanique quantique qui rendront compte des raies spectrales par les sauts discrets d'énergie des électrons dans les atomes excités.

De 1859 à 1861, le physicien Gustav Kirchhoff et le chimiste Robert Bunsen feront l'étude systématique des spectres d'émission d'une trentaine d'éléments. En 1872, Ångström reçut la médaille Rumford de la Royal Society « pour avoir découvert qu'un gaz incandescent émet des raies lumineuses de la même longueur d'onde que celles qu'il absorbe quand il est froid ». En lui  remettant la médaille, Sir Edward Sabine a déclaré que l'auteur de la découverte de ce principe fondamental méritait d'être compté parmi les fondateurs de l'analyse spectrale.

### Spectre solaire

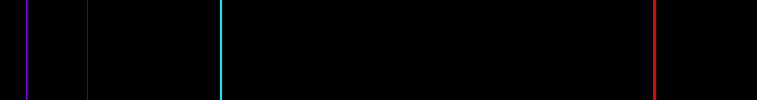
Raies d'émission de l'Hydrogène dans le spectre visible

En 1859, Julius Plücker identifia les raies Hα et Hβ d'émission de l'Hydrogène aux raies C et F de Fraunhofer dans la lumière solaire. En 1862, Ångström  découvrit que les raies f et h de Fraunhofer dans le spectre solaire correspondaient aux raies Hγ et Hδ de l’hydrogène. Il en déduisit que l'Hydrogène est présent dans l'atmosphère solaire, ainsi que d'autres éléments.
La mise en évidence des quatre raies de l'Hydrogène et la mesure précise de leurs longueurs d'onde permirent à Johann Jakob Balmer d'établir la relation qui les lie et à Niels Bohr de proposer son modèle de l'atome d'Hydrogène qui a ouvert le domaine de la mécanique quantique.
| Raies de Fraunhofer | Raies de l'Hydrogène     | Longueurs d'onde (Å) | Couleur  |
| ------------------- | ------------------------ | -------------------- | -------- |
| C                   | {\displaystyle H\alpha } | 6562,10              | rouge    |
| F                   | {\displaystyle H\beta }  | 4860,74              | verte    |
| f                   | {\displaystyle H\gamma } | 4340,10              | bleue    |
| h                   | {\displaystyle H\delta } | 4101,20              | violette |

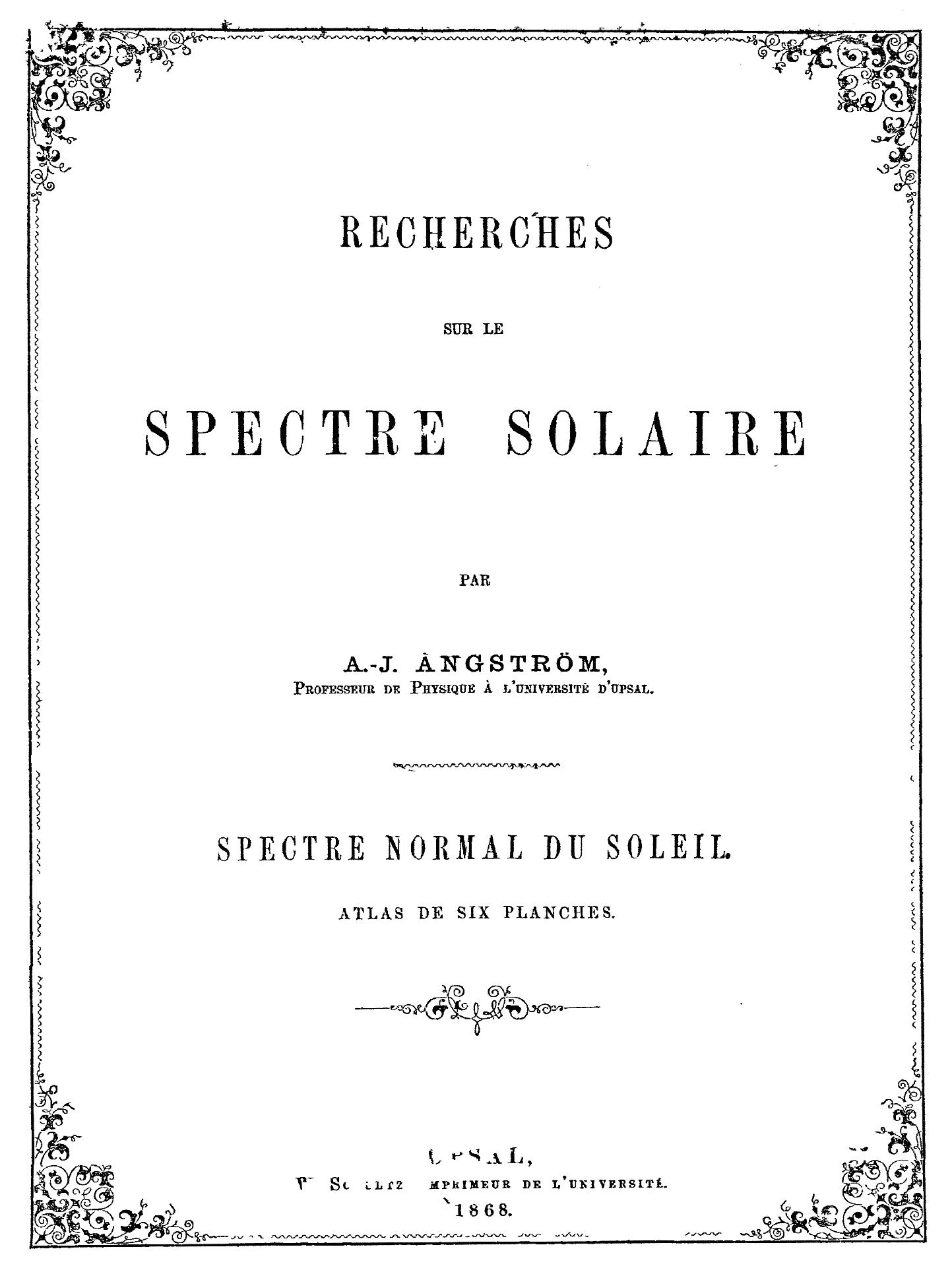

En 1868, Ångström a fait paraître le résultat de cinq années de recherches sous la forme d'un livre en français intitulé Recherches sur le spectre solaire, Spectre normal du soleil dans lequel il décrit ses instruments de mesure et ses méthodes de calcul des longueurs d'onde. Pour analyser la lumière, il disposait d'un spectromètre et de trois réseaux ayant 220, 132 et 88 traits par millimètre. C'est le réseau de 132 traits/mm qui lui a donné les meilleurs résultats. Il a pris beaucoup de précautions pour traduire ses mesures d'angles de diffraction en longueurs d'onde. Cependant il a soupçonné que le mètre en cuivre qu'il utilisait comme référence n'avait peut-être pas la bonne longueur. Il s'est rendu à Paris le faire comparer au mètre étalon de référence déposé au Conservatoire impérial des Arts et Métiers. Le métrologiste Henri Tresca a mis en évidence que le mètre suédois était trop court d'environ 1/6000ème. Ångström a donc fait les corrections nécessaires. Mais il s'est avéré après coup que la différence de longueur était beaucoup moins grande que celle qui avait été mesurée. Ceci fait que les valeurs corrigées étaient plus inexactes que les valeurs originelles, non corrigées.

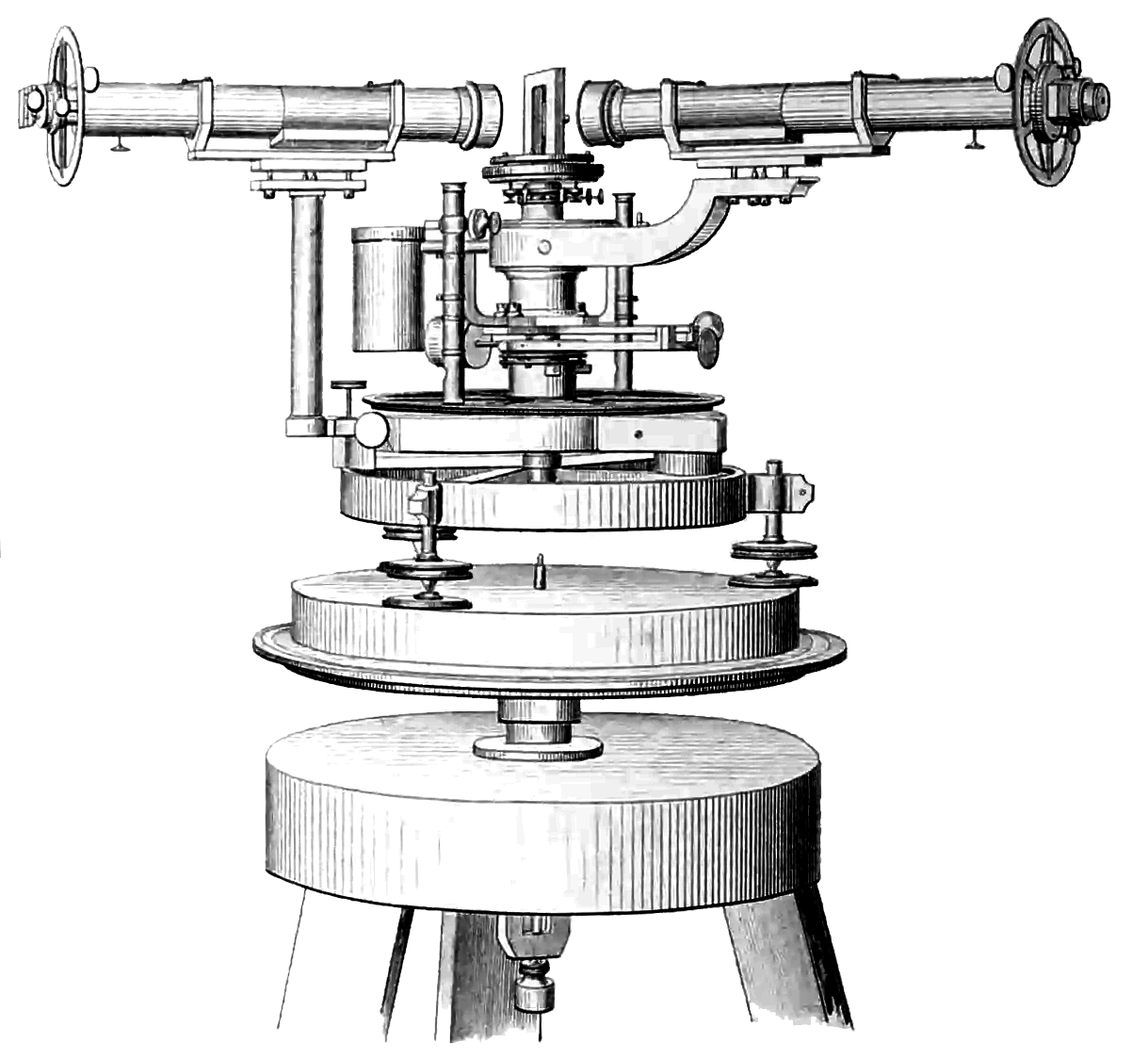
Spectromètre utilisé par Angström. A gauche la fente et le collimateur. An centre, le réseau. A droite la lunette de visée de la lumière diffractée

Dans son ouvrage, Ångström a donné une liste des longueurs d'onde de plus de 1000 raies de Fraunhofer et, pour certaines, de leur origine. Il a adjoint un atlas dans lequel le spectre de 4000 à 7000 Ångström (dessiné par Robert Thalén) était représenté graphiquement en 12 segments répartis sur 6 planches. Cet atlas a été publié séparément en 1869 sous le titre Spectre normal du soleil : Atlas, contenant les longueurs d'onde des raies Frauenhofériennes données en 1/10 000 000 de millimètre. Ångström en a envoyé un exemplaire à l'Académie des sciences de Paris et Hippolyte Fizeau en a donné la recension suivante:
« Ce qui distingue particulièrement les nouvelles cartes de celles qui les ont précédées, c'est l'emploi d'une nouvelle méthode de projection imaginée par M. Ångström. Elle consiste en ce que les différentes raies sont tracées, non plus en suivant les distances que la dispersion leur assigne (distances variables d'un prisme à l'autre), mais suivant des distances proportionnelles aux longueurs d'onde réelles des rayons, distances tout à fait fixes et invariables. Au lieu donc d'une échelle arbitraire, dont les divisions numérotées n'avaient d'autres significations que celle de repères propres à désigner les raies voisines, il existe dans les nouvelles cartes une échelle de divisions dont les numéros donnent immédiatement, en dix millionièmes de millimètres, les longueurs d'onde des raies considérées. Il est facile de prévoir que les physiciens trouveront dans la nouvelle dispositions des cartes de M. Ångström des avantages particuliers ainsi que des facilités nouvelles pour diverses recherches délicates relatives à l'analyse spectrale. »
| - Page titre de "Spectre normal du soleil. ATLAS" - Planche E&F de l'Atlas. λ de 4760 à 5400 A |

L'atlas d'Ångström et Thalén fera effectivement autorité jusqu'à la fin du siècle et l'unité de mesure qu'ils ont définie sera universellement adoptée, d'abord par les spectroscopistes, puis par les astronomes et enfin par les physiciens atomistes.

### Spectre d'une aurore boréale
Ångström a été le premier à obtenir le spectre d’une aurore boréale en 1867. Il a détecté la raie caractéristique de l’oxygène dans la région jaune-verte à 557,7 nm, qui est parfois appelée raie d’Ångström. Mais il s’est trompé en supposant que cette raie devait aussi être observée en lumière zodiacale.

### Etudes sur la chaleur
Ångström a mis au point une méthode pour mesurer la conductivité thermique des matériaux. Elle consistait à appliquer des pulsations de chaleur à l'extrémité d'une tige et à mesurer la différence de température à ses deux extrémités en fonction du temps. De cette façon il a découvert que la conductivité thermique est proportionnelle à la conductivité électrique.

## Publications
- (en) Anders Jonas Angström, « Optical researches », Philosophical Magazine. 4th series vol.9,‎ 1855, p. 327-342 (lire en ligne)
- (en) Anders J. Angström, « I. On the Fraunhofer-lines visible in the solar spectrum », Philosophical Magazine and Journal of Science. 24.158,‎ 1862, p. 1-11
- Anders Jonas Angström, Recherche sur le spectre solaire : Spectre normal du soleil, Atlas de 6 planches, Upsal, W. Schultz, 1868, 42+XV (Texte en ligne disponible sur lillonum.univ-lille.fr)
- Anders Jonas Angström, Spectre normal du soleil : Atlas, contenant les longueurs d'onde des raies Frauenhofériennes données en 1/10000000 de millimètre, Berlin, F. Dümmler, 1869, 9 p. (Texte en ligne disponible sur lillonum.univ-lille.fr)

## Distinctions
Anders Jonas Ångström a été élu membre de nombreuses académies et a reçu de nombreux prix:

### Affiliation aux Académies
- Académie royale des sciences de Suède
- Académie royale des sciences d'Uppsala
- Société royale de Physiocratie de Lund
- Académie royale des sciences de Prusse
- Académie royale danoise des sciences et des lettres
- Royal society de Londres
- Académie française des sciences, membre correspondant[19]

### Prix et médailles
- Prix Wallmarsk (Wallmarska priset) de l'académie royale des sciences de Suède 
  - en 1865 avec ses confrères Robert Thalén et Holmgren
  - en 1869 prix attribué à lui seul.
- Médaille Rumford de la Royal Society en 1872
- Chevalier de l'ordre royal de l'Étoile polaire
- Commandeur de 1ère classe de l'Ordre de Vasa
- Commandeur de l'Ordre de la Couronne d'Italie.

### Notoriété
Son nom a été donné :
- à une unité de mesure de longueur. Dans son livre Recherches sur le spectre solaire de 1868, Ångström introduit une unité de mesure des longueurs d'onde égale à un dix millionième de millimètre (10−7 mm). Cette unité, particulièrement commode pour écrire les longueurs d'onde, est rapidement adoptée par la communauté des spectroscopistes, puis des atomistes. En 1892-1895, Albert A. Michelson l'appelle ångström en l'honneur de son auteur. Il redéfinit sa longueur de telle sorte que la longueur d'onde de la raie rouge du cadmium soit égale à 6438,47 ångströms[20]. En 1907, l'Union internationale pour la coopération en recherche solaire (qui est devenue l'Union astronomique internationale) définit l'ångström international comme la longueur telle que la raie rouge du cadmium a exactement la longueur d'onde de 6438,4696 ångström international. Cette définition sera confirmée par le Bureau international des poids et mesures en 1927. En 1960, l'ångström est redéfini comme égal à 0,1 nanomètre (10−10 m). L'ångström ne fait pas partie du Système international d'unités (SI) et son usage est désormais déconseillé.
- au cratère lunaire Ångström
- à l’astéroïde (42487) Ångström.